# Crosstalk
Crosstalk var en popduo som från början bestod av 3 personer, bland annat låtskrivarna Mattias Reimer och Lars Edwall, senare blev gruppen en duo.
Gruppen har varit med i Melodifestivalen 2 gånger:
- 1999: Det gäller dig och mig, 6:a
- 2003: Stronger, 6:a i deltävling, ej kvalificerad till final

När gruppen först var med 1999 var sångerskan Jessie Martins med men hon hoppade senare av och ersattes av en ny sångerska som var med 2003. Just nu[när?] består gruppen av Sara Nordenberg och hennes pojkvän Daniel Zangger Borch.